# Маша та Ведмідь у кіно: Скажіть «Ой!»
«Маша та Ведмідь у кіно: Скажіть «Ой!» (Маша и Медведь в кино: Скажите «Ой!») — другий кінотеатральний проект із всесвіту мультсеріалу «Маша та Ведмідь», прем'єра якого відбулася 1 червня 2023 року в кінотеатрах. Загальна тривалість фільму – 58 хвилин. Продовження мультфільму «Маша та Ведмідь у кіно: 12 місяців». Наступна частина Маша та Ведмідь: Парк чудес.

## Сюжет
Вперше за багато років Ведмідь залишає свій затишний будинок і опиняється у центрі світського життя великого міста. Сьогодні він – весільний фотограф, а Маша – його помічниця. Прощайте, урочисті церемонії! Привіт, кругообіг веселощів, творчого безладдя та свята справжнього кохання.

## У ролях
- Юлія Зунікова - Маша;
- Борис Кутневич - Ведмідь;
- Артем Божутін;
- Валерія Шевченка;
- Зіна Купріянович;
- Олег Савостюк;
- Діомід Виноградів;
- Юлія Яблонська.

## Творці
- Режисер: Артем Наумов;
- Сценарист: Марія Большакова;
- Продюсер: Олена Щічкіна;
- Композитори: Олексій Смирнов, Євген Турута.